# Fred Agabashian
Fred Agabashian (Modesto, Kalifornia, 1913. augusztus 21. – Alamo, Kalifornia, 1989. október 13.)  örmény–amerikai autóversenyző volt, aki a Midget Car (törpeautó) sorozatban és  az Indianapolisi 500 versenysorozatban versenyzett.

## Pályafutása

### Midget Car
Tienévesen kezdte a versenyzést, és 1937-ben bajnok is lett Duane Carter, Lynn Deister és Paul Swedberg előtt.
Majd nyert 1946-ban, 1947-ben és 1948-ban is.

### Indy Car
1947-től versenyzett az Indy Car-ban, egészen visszavonulásáig, 1958-ig.

## Teljes Formula–1-es eredménysorozata
(Táblázat értelmezése)

(Félkövér: pole-pozícióból indult; dőlt: leggyorsabb kört futott) 

| Év   | Csapat               | 1   | 2      | 3      | 4      | 5   | 6   | 7   | 8   | 9   | 10  | 11  | Helyezés | Pont |
| ---- | -------------------- | --- | ------ | ------ | ------ | --- | --- | --- | --- | --- | --- | --- | -------- | ---- |
| 1950 | Maserati–Offenhauser | GBR | MON    | 500 25 | SUI    | BEL | FRA | ITA |     |     |     |     | HN       | 0    |
| 1951 | Kurtis Kraft         | SUI | 500 17 | BEL    | FRA    | GBR | GER | ITA | ESP |     |     |     | HN       | 0    |
| 1952 | Kurtis Kraft         | SUI | 500 27 | BEL    | FRA    | GBR | GER | NED | ITA |     |     |     | HN       | 0    |
| 1953 | Kurtis Kraft         | ARG | 500 4  | NED    | BEL    | FRA | GBR | GER | SUI | ITA |     |     | 18.      | 1,5  |
| 1954 | Kurtis Kraft         | ARG | 500 6  | BEL    | FRA    | GBR | GER | SUI | ITA | ESP |     |     | HN       | 0    |
| 1955 | Kurtis Kraft         | ARG | MON    | 500 32 | BEL    | NED | GBR | ITA |     |     |     |     | HN       | 0    |
| 1956 | Kurtis Kraft         | ARG | MON    | 500 12 | BEL    | FRA | GBR | GER | ITA |     |     |     | HN       | 0    |
| 1957 | Kurtis Kraft         | ARG | MON    | 500 22 | FRA    | GBR | GER | PES | ITA |     |     |     | HN       | 0    |
| 1958 | Kurtis Kraft         | ARG | MON    | NED    | 500 NK | BEL | FRA | GBR | GER | POR | ITA | MOR | HN       | 0    |

## A Formula–1 után
Visszavonulása után az 500 Radio Network kommentátora lett.